# پارک ملی الوتاگس
پارک ملی الوتاگس (به لاتین: Alutaguse National Park) یک منطقه حفاظت‌شده در استونی است که در دهستان آلوتاگوسه واقع شده‌است.